# Fazenda Canada
Fazenda Canada är en flygplats i Brasilien.   Den ligger i kommunen Itacarambi och delstaten Minas Gerais, i den östra delen av landet, 400 km öster om huvudstaden Brasília. Fazenda Canada ligger 458 meter över havet.
Terrängen runt Fazenda Canada är platt åt sydost, men åt nordväst är den kuperad. Närmaste större samhälle är Itacarambi, 9,7 km sydväst om Fazenda Canada.
I omgivningarna runt Fazenda Canada växer huvudsakligen savannskog. Runt Fazenda Canada är det mycket glesbefolkat, med 4 invånare per kvadratkilometer.